# Браницкие (герба Корчак)
Один из польских дворянских родов, носивших фамилию Браницких, пользовался гербом «Корчак» (Korczak). Его часто путают с Браницкими герба Гриф.
Из представителей его известны: Севастьян, епископ каменецкий с 1535 г., холмский с 1538 г. и, наконец, познанский с 1539 г. Он род. в 1484 г., и, по свидетельству современников, отличался своим благочестием и покровительством, оказываемым всем страждущим к угнетенным, а вместе с тем обширными познаниями в области канонического, римского и польского права. Яков Уханский (впоследствии примас) считал себя обязанным ему своими юридическими сведениями. † 6 мая 1544 г.
Граф Франциск Ксаверий (в России Ксаверий Петрович) — сын Петра, кастеляна брацлавского и внук Иосифа, кастеляна галицкого, великий гетман коронный, возведён в графское Римской империи достоинство грамотой римской императрицы Марии Терезии. Жена — Александра Васильевна Энгельгардт, племянница Г. А. Потёмкина.
Их дети: дочь, Елизавета Ксаверьевна (1792—1880) — адресат многих стихотворений А. С. Пушкина; жена Новороссийского генерал-губернатора М. С. Воронцова; сын, граф Владислав Ксаверьевич (1783—1843), обер-шенк и сенатор, признан в графском достоинстве Высочайше утверждённым 18 (30) июля 1839 г. положением Комитета министров. Жена — Роза Станиславовна Потоцкая (1780—1862), сестра С. С. Потоцкого.
Их сын, граф Александр Владиславович (1821—1877) — путешественник, энтомолог, ботаник, коллекционер, меценат.

## Описание герба
В червлёном щите три серебряных волнообразных пояса, второй короче первого и третий короче второго.
Щит увенчан Графскою короною и тремя графскими шлемами, средний шлем с Графскою короною. Нашлемник: возникающий Императорский Орёл, имеющий на груди червлёный с золотою каймою щит, с коронованным вензелевым изображением Имени Императора Николая I-го. Второй и третий шлемы украшены дворянскими коронами; второй нашлемник: выходящая из золотой чаши серебряная собака, с червлёными глазами и языком. Третий нашлемник: три серебряных страусовых пера. Намёты: средний — чёрный с золотом, боковые — червлёные, с серебром. Щит держат два серебряных грифа, с червлёными глазами и языком. Девиз: «Pro fide et patria», серебряными буквами, на червлёной ленте. Герб рода графов Браницких внесён в Часть 11 Общего гербовника дворянских родов Всероссийской империи, стр. 14.